# Eleocharis squamigera
Eleocharis squamigera är en halvgräsart som beskrevs av Henry Knute Knut Svenson. Eleocharis squamigera ingår i släktet småsäv, och familjen halvgräs.

## Underarter
Arten delas in i följande underarter:
- E. s. squamigera
- E. s. straminea